# Pieter Thomas Grinwis
Pieter Thomas Grinwis (Ouddorp, 25 december 1783 – Bloemendaal, 27 december 1845) was een Nederlands civiel ingenieur en waterbouwkundige in dienst van Rijkswaterstaat.

## Levensloop
Pieter Thomas was de zoon Cornelis Hubertus Grinwis, schout te Ouddorp, en van Baaltje Harwijer.
Hij begon zijn carrière als waterbouwkundige in dienst van de polders van het voormalige eiland Westvoorn. In 1808 trad hij in dienst bij de nog jonge Rijkswaterstaat als "temporair landmeter". Toen de Nederlandse waterbouwkundigen in 1810 na de inlijving door Frankrijk in het Corps des ponts et chaussées werden opgenomen, werd Grinwis bij keizerlijk decreet van 20 februari 1811 tot ingenieur benoemd. Hij werd in de stad Groningen geplaatst, in dienst van het departement Westereems (een samenvoeging van Groningen, Drenthe en het Duitse Reiderland).
Na de Franse tijd werd Grinwis bij koninklijk besluit van 25 december 1816 ingenieur eerste klasse te Alkmaar. Zijn district bedroeg het gedeelte van Holland, benoorden het IJ.
Op 1 oktober 1825 werd Grinwis hoofdingenieur van de nieuwe provincie Drenthe. In 1829 kreeg hij dezelfde functie in de eveneens pasgevormde provincie Noord-Holland. Van 1840 tot 1842 was hij lid van de Commissie voor de droogmaking van het Haarlemmermeer.
Vanwege een zenuwziekte ging hij op 24 februari 1842 met onbepaald verlof. Dit verlof behield hij tot zijn overlijden in het psychiatrisch ziekenhuis "Meer en Berg" (Meerenberg) in Santpoort (Bloemendaal) in 1845.

### Personalia
Grinwis trouwde op 23 juli 1819 met de 22-jarige Wilhelmina Josina Fullink uit Alkmaar, dochter van de rector van het gymnasium te Alkmaar. Het echtpaar kreeg twee zonen. De bekendste is de op 9 maart 1831 in Haarlem geboren Cornelis Hubertus Carolus Grinwis. Deze groeide op tot een bekende wiskundige en werd in 1875 rector van universiteit van Utrecht.